# AAA (Computerspiele)
Ein AAA-Spiel (ausgesprochen als „Triple A“, von englisch: „dreifaches A“) ist eine informelle Klassifikation in der Videospielindustrie, die Videospiele von mittelgroßen bis großen Publishern bezeichnet, die in der Regel höhere Entwicklungs- und Marketingbudgets haben als andere Spielkategorien. Die Entwicklung solcher Produkte ist für alle Beteiligten mit erhöhten, auch finanziellen Risiken verbunden: bei Spielen in dieser Kategorie spekulieren Entwickler, Publisher und Investoren auf ihren weitreichenden kommerziellen Erfolg, da durch den späteren Verkauf des Spiels hohe Absatzzahlen erreicht werden müssen, um die vorangegangenen Ausgaben und Investitionen zu decken und am Ende profitabel zu sein. Für die beteiligten Mitarbeiter können Spiele dieser Kategorie eine übermäßige Arbeitsbelastung (Crunch) bedeuten, nicht selten auch unter Umgehung von Arbeitsschutz- und Arbeitszeitgesetzen und stellen damit, zusätzlich zu finanziellen, auch Gesundheitsrisiken dar.
Der Begriff des AAA+-Spiels wurde Mitte der 2010er Jahre stärker genutzt. Diese Einstufung erhalten Spiele, welche nach dem eigentlichen Verkauf der Software weiter Umsatz generierten. Ähnlich wie bei MMOs wird dazu das „Software as a Service“-Prinzip genutzt, zum Beispiel der Verkauf von Season Passes, Erweiterungen oder DLC-Paketen. Der Übergang zu Pay-to-win-Modellen und Lootbox-Systemen ist dabei fließend; letztere sind Prüfungsgegenstand verschiedener staatlichen Aufsichtsstellen für Glücksspiel.
Der Begriff ist gleichzusetzen mit dem in der Filmindustrie verwendeten Wort „Blockbuster“.

## Geschichte des Begriffs
Der Begriff „AAA“ kam erstmals in den späten 1990er Jahren auf. Einige der Entwickler nutzten den Ausdruck auf verschiedenen Videospielveranstaltungen (engl.: Convention) in den USA.
In den späten 2000er Jahren kosteten AAA-Spiele für die Xbox 360 oder die PlayStation 3 für gewöhnlich zwischen 15 und 20 Millionen US-Dollar pro neu zu entwickelndes Spiel. Einige Spiele erreichten weit höhere Budgets – zum Beispiel Halo 3, welches ein Entwicklungsbudget von etwa 30 Millionen Dollar und ein Marketingbudget von etwa 40 Millionen Dollar erhielt. Laut einem White Paper von Electronic Arts (EA DICE) verursachte die siebte Generation der Videospielkonsolen (u. a. PlayStation 3 und Xbox 360) einen Rückgang der Anzahl an Spieleentwicklern sogenannter AAA-Titel. Von geschätzt 125 Entwicklerstudios verblieben lediglich etwa 25. Gleichzeitig erhöhte sich der Personalbedarf für die Entwicklung neuer Spiele.
Während dieser Zeit erhielten AAA-Titel ähnliche Werbeaktionen und Marketing-Kampagnen wie Blockbuster-Titel in der Filmindustrie. So wurde Werbung an Reklametafeln, im Fernsehen oder Zeitungen geschaltet. Gleichzeitig starteten mehrere Nachfolgertitel, sogenannte Reboots (deutsch: „Neustart“) und ähnliche Serien, um das Risiko der Neuentwicklungen zu minimieren. Mit dem Ende der PlayStation 3 und der Xbox 360 erreichten Entwicklungen von Videospielen ein erneutes Hoch mit mehreren 100 Millionen Dollar. So werden die Kosten für Grand Theft Auto V auf etwa 265 Millionen Dollar geschätzt.
Während des Übergangs von der siebten Generation der Videospielkonsolen in die achte Generation stellten die hohen Kosten für die Entwicklung von Computerspielen eine Bedrohung für die Stabilität der Computerspielindustrie dar. Einige große Entwicklerstudios berichteten lediglich einstellige prozentuale Gewinne; mit einem einzigen Fehlschlag eines einzigen Spiels, welches die Produktionskosten nicht deckt, konnte ein Studio insolvent gehen. Während der achten Generation von Videospielkonsolen (PlayStation 4, Xbox One und Wii U) erhöhten sich die Kosten für Personal weiter. Bei Ubisofts AAA-Spielentwicklung waren zwischen 400 und 600 Personen in verschiedenen Ländern an der Entwicklung von Open-World-Spielen beteiligt.
Die Notwendigkeit zu Profitabilität zwang die Publisher dazu, andere Ertragsmodelle zu konzipieren oder zu nutzen, die auch nach der Veröffentlichung des Spiels den Spieler bzw. Kunden dazu veranlassen, Umsatz zu erzeugen. Dies wurde vor allem durch das einbauen von Premium-Modellen mit bestimmten Vorzügen, kostenpflichtige DLCs (herunterladbare Inhalte), Online-Pässen zum Spielen im Mehrspieler oder anderer Formen von wiederkehrender Zahlung erreicht. In der Mitte der 2010er Jahre begannen Publisher damit, Spiele zu veröffentlichen, die eine lange Reihe an wiederkehrenden Zahlungen beinhalteten, ähnlich wie es bei MMO-Spielen üblich war. Dieses Modell wurde zum Beispiel mit Destiny, Battlefield oder Teilen der Call-of-Duty-Reihe verfolgt. Andere Publisher verfolgten das Ziel, über kostenpflichtige Gegenstände (meist rein kosmetisch) im Spiel auch nach dem Verkauf der Software weiterhin Umsatz zu generieren, wie dies bei Overwatch der Fall ist. Dieses Modell wird zudem bei Free-to-play-Spielen eingesetzt, wohingegen das Spiel an sich kostenlos spielbar ist (z. B. League of Legends). Spiele mit der Möglichkeit, nach dem Verkauf der Software weiterhin Umsatz zu generieren, werden als „AAA+“-Titel bezeichnet.

## Arbeitsplatzaspekte
Die Entwicklung von AAA-Spielen wurde als Umgebung für Entwickler identifiziert, in der Crunch und hoher Arbeitsdruck herrscht, welche sich negativ auf die Mitarbeiter auswirken. „Crunch Times“ ist der englische Begriff für einen Entwickler oder ein Team aus Entwicklern, wenn ein Spiel kurz vor der Veröffentlichung steht oder bestimmte Meilensteine erreicht werden müssen. Der Entwickler oder das Team müssen in dieser Phase meist härter und länger arbeiten und sind somit erhöhter Belastung ausgesetzt. Vor allem bei der Entwicklung solcher Titel sind diese Effekte besonders ausgeprägt und häufig anzutreffen.

## Ähnliche Begriffe

### AAA+
Der Begriff „AAA+“ wurde vom Publisher CD Projekt genutzt, um neuen Inhalt auf den Markt zu bringen, der eine sehr hohe Qualität besitzt. Zusätzlich wird dieser Begriff genutzt, um bestimmte AAA-Titel zu beschreiben, die zusätzlich zum eigentlichen Verkauf weiterhin Umsatz durch verschiedene Bezahlmodelle generieren können.
Im Allgemeinen können „AAA+“-Titel die Teilmenge der AAA-Spiele sein, die den höchsten Verkaufserlös oder die höchsten Produktionskosten besitzen.

### Triple-I/„Independent AAA“
Triple-I (oder Triple-i) wurde für unabhängig finanzierte Spiele (sogenannte „Indie-Spiele“) verwendet, die ähnlich hohe Produktionskosten haben oder ähnliche Qualität besitzen. Das Entwicklungsstudio Ninja Theory nutzte für ihr 2017 erschienenes Spiel Hellblade: Senua’s Sacrifice den Begriff „Independent AAA game“, welcher eine ähnliche Bedeutung hat.